# Boris Johnson
Alexander Boris de Pfeffel Johnson (Nova Iorque, 19 de junho de 1964) é um político, escritor e jornalista britânico, que serviu como Primeiro-ministro do Reino Unido e líder do Partido Conservador de 2019 até 2022. Representou, de 2015 a 2023, o distrito eleitoral de Uxbridge e South Ruislip na Câmara dos Comuns, e antes era parlamentar por Henley entre 2001 e 2008. Foi também prefeito de Londres de 5 de maio de 2008 a 8 de maio de 2016 e Secretário de Estado do Reino Unido para os Assuntos Externos e a Commonwealth britânica de 2016 a 2018.
Johnson frequentou a Eton College e se graduou em estudos clássicos na Balliol College, Oxford. Em 1989, ele se tornou correspondente jornalístico em Bruxelas e mais tarde colunista político para o The Daily Telegraph, sendo posteriormente editor da revista The Spectator, de 1999 a 2005. Sendo eleito para o Parlamento em 2001, Johnson serviu no gabinete de sombra dos líderes conservadores Michael Howard e David Cameron. Em 2008, foi eleito prefeito de Londres e renunciou à Câmara dos Comuns; Boris foi reeleito prefeito quatro anos mais tarde. Nas eleições gerais de 2015, Johnson foi eleito parlamentar por Uxbridge e South Ruislip. Ele ganhou então mais proeminência nacional durante a campanha do Brexit, onde foi um ardoroso defensor da saída do Reino Unido da União Europeia no referendo popular de 2016. A primeira-ministra Theresa May apontou ele como Secretário de Estado após o referendo; após desavenças com a sua primeira-ministra, ele renunciou sua posição no gabinete em 2018.
Em 2019, Johnson foi eleito líder do Partido Conservador e assumiu como primeiro-ministro. Ele imediatamente reabriu as negociações com a União Europeia (UE) sobre o Brexit. De forma controversa, no final de agosto e começo de setembro, ele tentou forçar o fechamento do Parlamento para ter menos interferência destes nas negociações com a UE, mas a Suprema Corte julgou essa ação como ilegal. Depois de concordar com um acordo revisto de retirada do Brexit com a União Europeia, que substituiria provisões da questão fronteiriça na Irlanda por um novo protocolo, Boris não conseguiu apoio para sua proposta em um Parlamento dividido e assim foi obrigado a convocar eleições antecipadas para fortalecer sua maioria. A eleição aconteceu em dezembro de 2019, com os Conservadores levando 43,6% do voto popular e conquistando a sua maioria mais ampla no Parlamento desde 1987. Em 31 de janeiro de 2020, o Reino Unido formalmente deixou a União Europeia, entrando em um período de transição e negociações comerciais levando ao "Acordo de Comércio e Cooperação UE-Reino Unido". Ainda em 2020, o Reino Unido foi duramente afetado pela Pandemia de COVID-19 e enfrentar este problema se tornou uma das prioridades para o governo de Boris Johnson; o primeiro-ministro agiu propondo diversas leis e políticas para mitigar o impacto da pandemia para os cidadãos e na economia, aprovando também um amplo e bem-sucedido de vacinação no ano seguinte. Mesmo assim, Johnson foi criticado por alguns cientistas por sua resposta lenta a epidemia, incluindo sua resistência à introdução de medidas de lockdown.
Inúmeras controvérsias ocorreram durante o governo de Boris Johnson, incluindo a viagem, no meio de um lockdown do COVID-19, de seu conselheiro Dominic Cummings, uma disputa sobre uma cara reforma em Downing Street num período de recessão, acusações de clientelismo envolvendo contratos e lobby durante a pandemia e as ações de Johnson em escândalos envolvendo Owen Paterson e Chris Pincher. Em meio a uma controvérsia mais ampla sobre reuniões sociais e festas por membros do governo, no escândalo conhecido como "Partygate", ele se tornou o primeiro primeiro-ministro britânico a ser sancionado por violar a lei enquanto estava no cargo depois de receber um aviso de multa fixa por violar os regulamentos do COVID-19. Após uma investigação, liderada por Sue Gray, e uma crescente insatisfação popular com seu governo, um voto de não confiança contra Boris foi convocado por parlamentares conservadores em junho de 2022, mas o primeiro-ministro conseguiu, por pouco, se manter no cargo, embora pedidos por sua renúncia permanecessem. Em julho, o escândalo envolvendo Chris Pincher (que incluiu Boris mentindo para a imprensa e para parlamentares que ele não sabia das acusações sobre abuso sexual contra ele antes de aponta-lo para um cargo em seu governo), levou a uma onda maciça de renúncias dentro do seu gabinete. Em um período de 24 horas, vários ministros (liderados por Rishi Sunak e Sajid Javid) do seu governo entregaram os cargos e expressaram sua insatisfação com o primeiro-ministro, afirmando que Boris Johnson era incapaz de liderar o partido e comandar o país. Sem alternativa, Johnson anunciou que renunciaria ao cargo de primeiro-ministro.
Boris Johnson é uma das figuras políticas (e jornalísticas) britânicas mais controversas dos últimos anos. Seus apoiadores indicam, como pontos positivos, sua personalidade, humor e apelo popular que vai além da figura tradicional apresentada ao eleitor conservador. Contudo, ele também é muito criticado  por figuras da esquerda e da direita, como um elitista e fisiologista, acusado de desonestidade,  racismo e islamofobia. Johnson está bem presente na cultura popular britânica, sujeito de inúmeros livros, biografias e paródias.

## Juventude e educação

### Infância: 1964-1977
Boris Johnson nasceu em 19 de junho de 1964, em Manhattan, na cidade de Nova Iorque, nos Estados Unidos, filho de Stanley Johnson e Charlotte Johnson Wahl, ambos britânicos. Na época de seu nascimento, seu pai estudava economia na Universidade Columbia e sua mãe sempre trabalhou como pintora, ambos se casaram em Marylebone, Londres em 1963 antes de se mudarem para os Estados Unidos, um ano antes do nascimento de Johnson. Ele é de ascendência inglesa, francesa, alemã, irlandesa, turca e russa. Seu bisavô paterno foi Ali Kemal, um jornalista otomano, de origem circassiana-turca e seu bisavô materno foi Elias Avery Lowe, paleógrafo judeu russo imigrado nos Estados Unidos. Em referência à sua ancestralidade variada, Johnson descreveu a si mesmo como um "melting pot" - com uma combinação de muçulmanos, judeus e cristãos como bisavós. Johnson recebeu o nome do meio "Boris" devido a um emigrado russo que seus pais conheceram.
Boris também é aparentado com a família real britânica, ele é descendente direto do rei Jorge II da Grã-Bretanha através de uma filha ilegítima do príncipe Paulo do Reino de Württemberg, trineto do rei Jorge II da Grã-Bretanha por linhagem matrilinear. Através da Casa de Württemberg, Boris Johnson é primo distante da rainha Maria de Teck, consorte do rei Jorge V do Reino Unido e avó paterna da atual rainha Elizabeth II do Reino Unido, e descendente da Casa de Teck, que tem como casa originária a Casa de Württemberg, isto faz de Boris primo de sexto grau da rainha Elizabeth II.

Os pais de Johnson moravam em frente ao Chelsea Hotel, porém em setembro de 1964 eles retornaram ao Reino Unido para que Charlotte pudesse começar seus estudos na Universidade de Oxford. Ela morou com o filho em Summertown, Oxford. Em julho de 1965, a família se mudou para Crouch End no norte de Londres, e Charlotte deu à luz uma filha, Rachel, em setembro daquele ano. Em fevereiro de 1966, eles se mudaram para a capital dos Estados Unidos, Washington D.C, onde o pai de Boris Johnson, Stanley, foi contratado pelo Banco Mundial. Charlotte deu à luz um filho, Leo, em setembro de 1967. Stanley mudou de emprego para trabalhar com um painel de políticas sobre controle populacional, mudando novamente a família e consequentemente Boris para Norwalk, Connecticut, em junho do seguinte ano.

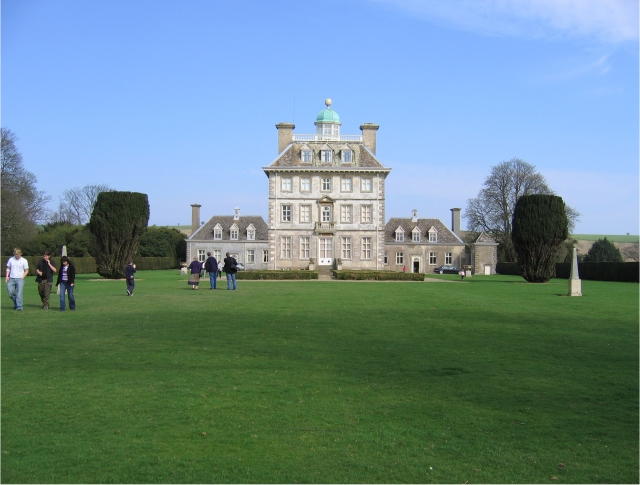
Johnson estudou na Ashdown House, localizada em East Sussex.

Em 1969, a família se estabeleceu na fazenda da família de Stanley em Nethercote, perto de Winsford, em Exmoor, no oeste da Inglaterra. Lá Johnson teve suas primeiras experiência com a tradicional caça à raposa. Seu pai estava regularmente ausente, dessa maneira Johnson teve muito mais contato com sua mãe, seu irmãos e sua babá durante sua infância. Quando criança, Johnson era calmo e estudioso, embora sofresse de surdez, resultando em diversas procedimentos cirúrgicos para inserir tubos de timpanostomia em seus ouvidos. Ele e seus irmãos foram encorajados a participar de atividades de alto nível desde muito pequenos, grandes feitos eram muito valorados em sua família; sendo assim a mais antiga ambição que Johnson consegue se lembrar é a de ser "rei do mundo". Durante a sua infância Johnson teve poucos ou talvez até nenhum amigo além de seus irmãos, devido a isso ele e seus irmãos eram muito próximos uns dos outros.
No final de 1969, a família se mudou para Maida Vale, no oeste de Londres, onde Stanley iniciou seu pós-doutorado em economia na London School of Economics. Em 1970, Charlotte e as crianças mudaram-se brevemente para Nethercote, onde Johnson estudou na Winsford Village School, antes de retornar a Londres para se estabelecer em Primrose Hill, no norte de Londres, sendo educado na Primrose Hill Primary School. No final de 1971, outro filho, Joseph, nasceu na família.

### Juventude
Estudou no Eton College e Balliol College de Oxford, onde se formou com um B.A. em estudos clássicos. Em 1987 começou a trabalhar como jornalista no Daily Telegraph. Entre 1999 e 2005 foi o chefe do jornal The Spectator.

## Carreira política

### Parlamentar e prefeito
Em 2001 foi eleito para representar o círculo de Henley na parlamento do Reino Unido. Durante 2004 foi vice-presidente do partido Conservador. Em 2005, o novo Líder da Oposição Oficial, David Cameron, escolheu Johnson para o posto de Ministro-sombra (em inglês Shadow Minister) para "Educação Universitária".
Em 2006 Johnson foi criticado pela sua relação romântica com Anna Fazackerley, uma jornalista de 29 anos. No entanto, o líder do partido, David Cameron, disse à comunicação social que Johnson "continuará no seu posto".
Em 16 de Julho de 2007 Johnson anunciou a sua intenção de ser o candidato conservador à liderança do município de Londres. A sua candidatura foi confirmada pelo partido em 27 de setembro. Eleito em 2 de maio de 2008 por 1 168 738 votos, frente aos 1 028 966 do seu antecessor, Ken Livingstone. Foi reeleito Prefeito de Londres em maio de 2012.
Deixou a prefeitura de Londres em maio de 2016 com bons índices de aprovação.

### Secretário do Exterior e retorno ao Parlamento

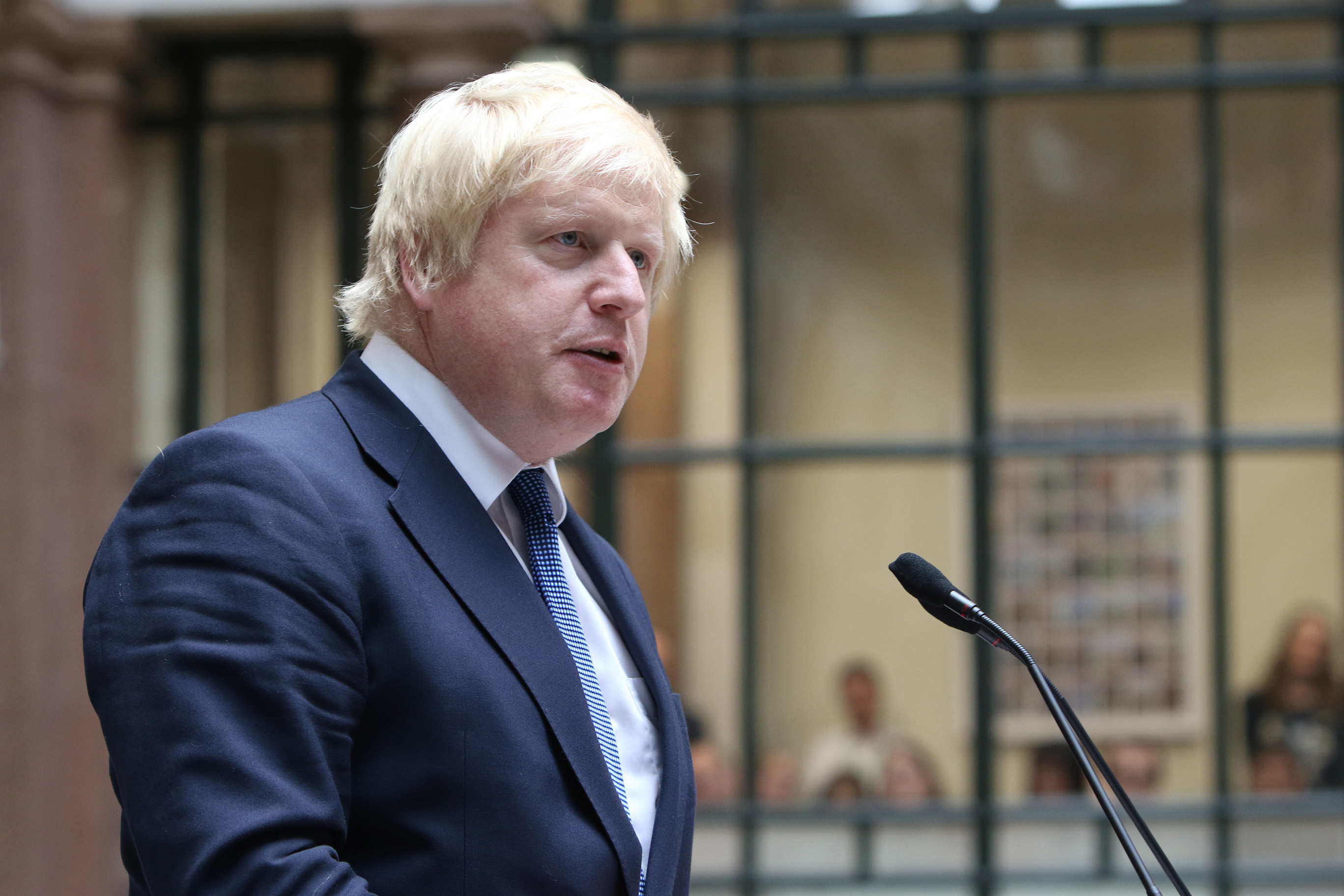
Johnson durante discurso de posse na sede do Departamento de Assuntos Externos, 13 de julho de 2016.

Após Theresa May assumir a liderança do Partido Conservador e o Governo de Sua Majestade, Johnson foi nomeado Secretário de Estado para Assuntos Externos e da Commonwealth em 13 de julho de 2016. A nomeação de Johnson foi criticada por setores da imprensa e líderes estrangeiros por conta de seu histórico de comentários controversos sobre outros povos e culturas. O ex-Primeiro-ministro sueco Carl Bildt afirmou: "Eu gostaria que isto fosse uma piada". "Eu não estou tão preocupado com Boris Johnson, mas... durante a campanha ele mentiu muito ao povo britânico e agora é justamente ele quem tem suas costas contra a parede", descreveu seu homólogo francês Jean-Marc Ayrault. Em contrapartida, o ex-Primeiro-ministro australiano Tony Abbott recebeu de forma positiva a notícia de sua nomeação, chamando-o de "um velho amigo da Austrália". Um membro do governo federal estadunidense sugeriu que sua posse poderia impulsionar os Estados Unidos aos laços com a Alemanha no contexto da Relação Especial com o Reino Unido.
Diversos analistas descreveram sua nomeação ao cargo como uma possível estratégia de May para enfraquecê-lo politicamente: os recentes posicionamentos do Secretário de Estado para a Saída da União Europeia, David Davis, e da Secretaria de Comércio Internacional deixam o Departamento do Exterior como uma figura-chave de poucos poderes. Sendo assim, muitos analistas consideram que os encargos de Johnson à frente do departamento diplomático tornariam mais lenta uma possível coalização política.

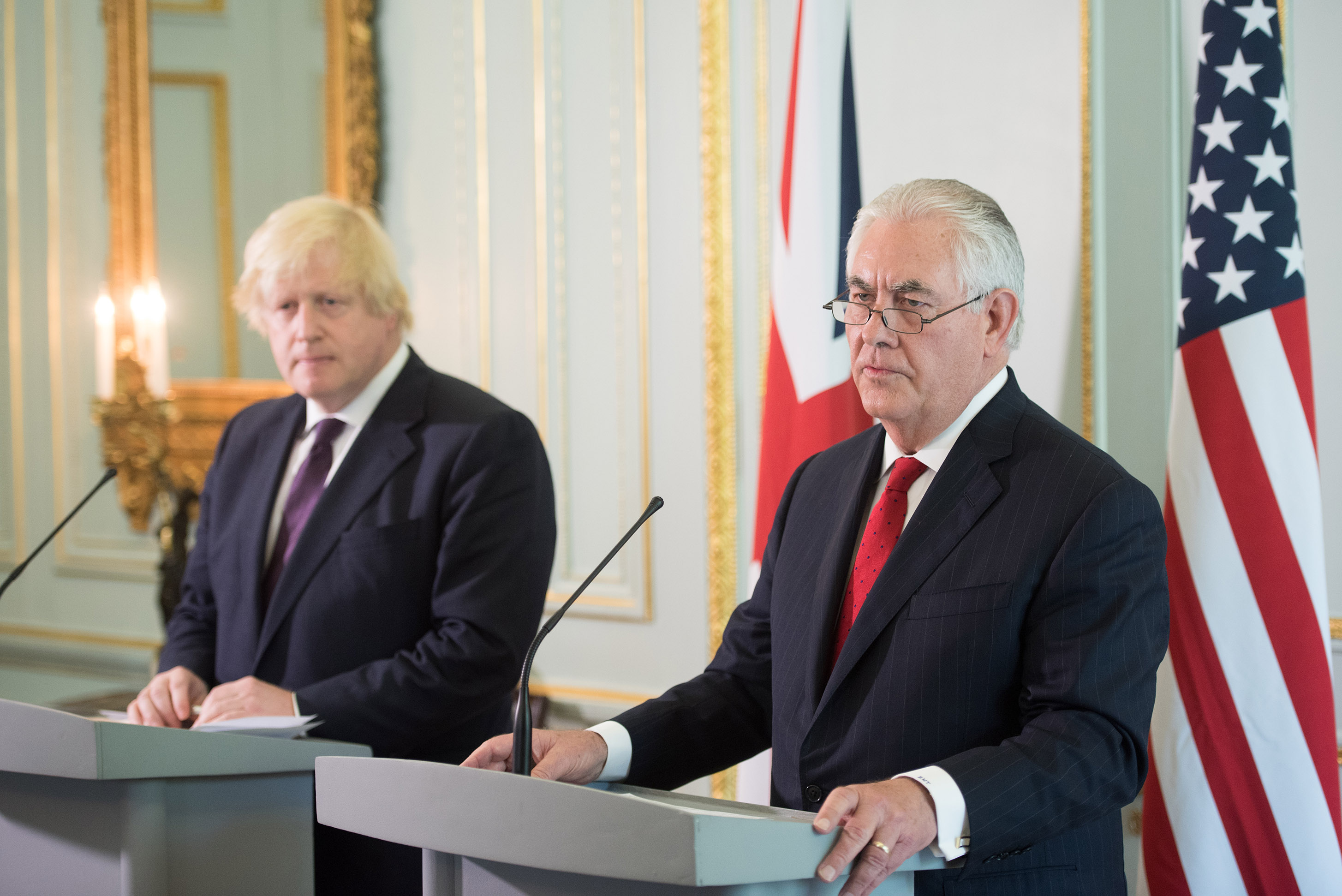
Johnson e o Secretário de Estado estadunidense Rex Tillerson, em 2017.

Em agosto de 2016, May pediu que os ministros Johnson e Liam Fox parasse de "jogar" após este último afirmar que o comércio britânico "não poderia florescer" enquanto sob responsabilidade de Johnson. Sua mensagem em defesa do grupo Change Britain foi considerada pelo jornal The Guardian como uma forma de pressão contra May para acelerar o processo do Brexit.
Johnson apoiou formalmente a Intervenção militar no Iêmen e manteve a comercialização de armamentos britânicas com a Arábia Saudita, argumentando a falta de evidências de quebra da lei humanitária internacional pelo governo saudita no conflito. Em setembro de 2016, Johnson foi acusado de bloquear os inquéritos das Nações Unidas sobre os eventuais crimes de guerra cometidos pelos sauditas na região.
Após as eleições gerais de 2017, Johnson refutou boatos da imprensa de que estaria planejando disputar a liderança do Partido Conservador com a Primeira-ministra Theresa May. Além disto, negou também a especulação através de suas mídias sociais, dizendo: "todos por Theresa, por um glorioso Brexit".[carece de fontes?]
Em agosto de 2017, Rachel Sylvester divulgou no jornal The Times que Johnson não apresentava clareza sobre a maioria dos assuntos relacionados à Coreia do Norte ou o Catar, dizendo: "Ele parecia não ter ideia do que estava em jogo". Sua retórica parecia sugerir que o Reino Unido poderia ditar os termos "como se fosse mais um jogo de escola do que uma negociação sobre o futuro da nação". Segundo Sylvester, tanto líderes europeus como a própria Casa Branca consideravam-no "uma piada".[carece de fontes?]
Em uma entrevista para o The Daily Telegraph em setembro de 2017, Johnson reiterou que o Reino Unido recuperaria controle de 350 milhões de libras semanais após a saída da União Europeia. No entanto, outros secretários de governo desmentiram a informação e acusaram-no de "utilizar estatísticas oficiais" em favor próprio. Poucos dias depois, em 19 de setembro, o ex-chanceler Kenneth Clarke disse que Johnson "teria sido demitido se a política britânica estivesse em um período mais concreto". Imediatamente antes da conferência do partido, observando um segundo discurso de Johnson definindo termos para o Brexit antes mesmo da determinação do gabinete, Ruth Davidson pediu que "pessoas sérias" assumissem seu papel, criticou seu otimismo e definiu que a Grã-Bretanha "seria muito parecida com o presente" após o período de transição.[carece de fontes?]
Em 27 de fevereiro de 2018, em carta à primeira-ministra Theresa May, Johnson sugeriu que a Irlanda do Norte fosse submetida à controle de fronteiras após o Brexit e assegurou que tal medida não pesaria sobre o comércio entre os dois país. No dia seguinte, Johnson tocou novamente na questão afirmando que publicaria sua carta nas mídias sociais e que havia tentado eliminar "uma fronteira complexa" de seu país. Em julho de 2018, em meio a crise do governo nas negociações da saída britânica da União Europeia, Johnson apresentou sua renúncia do cargo de Secretário de Estado.

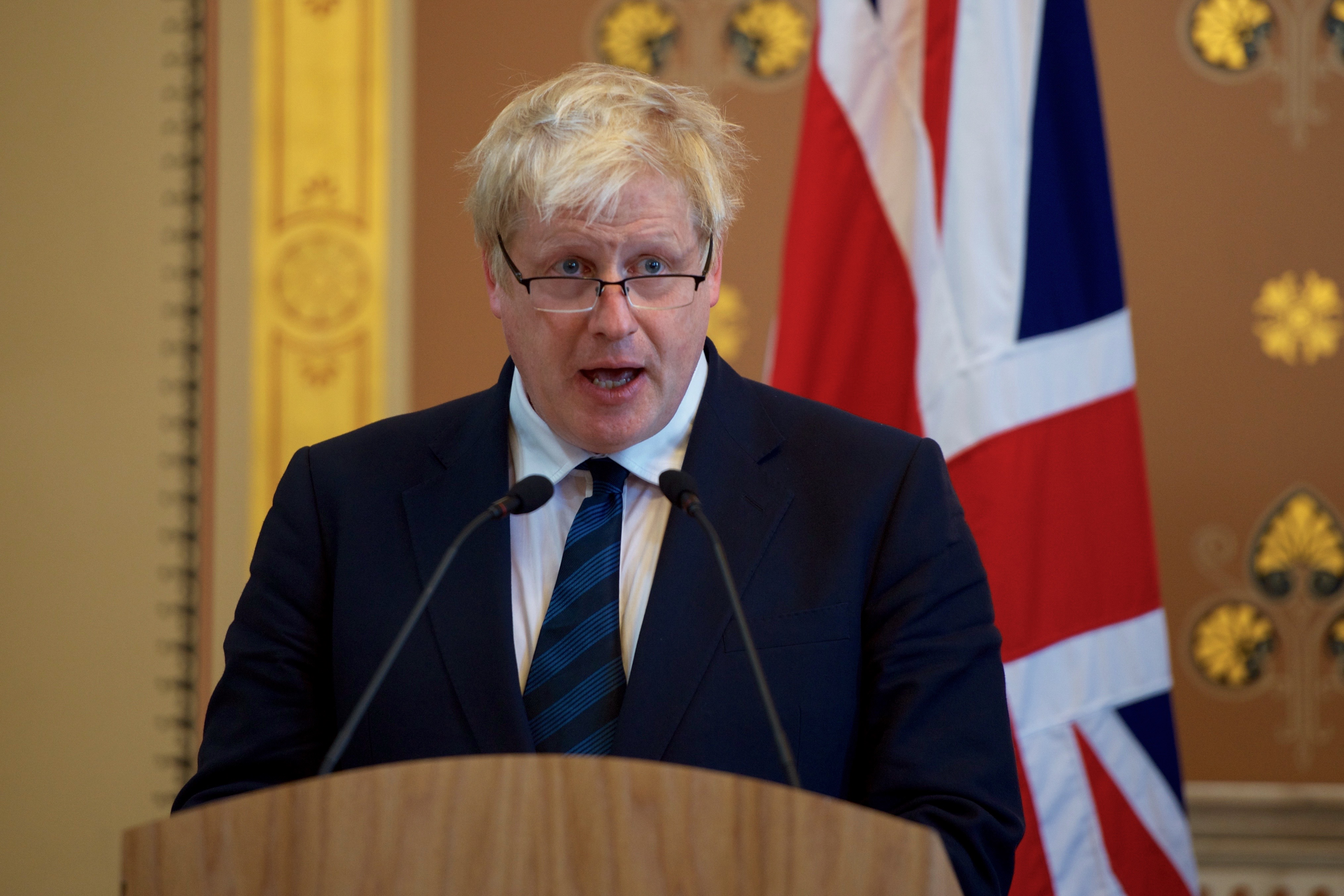
Johnson em 2016.

Uma vez afastado do governo May, Johnson reassumiu sua cadeira no Parlamento e passou a ser um dos grandes críticos da gestão da primeira-ministra Theresa May, em especial a forma como ela lidava com o Brexit. Segundo Johnson, ela cedia demais para a União Europeia, que manipulava o governo e o eleitorado britânico. Ele voltou a defender sua posição de "Brexit a todo o custo".
Em maio de 2019, Theresa May anunciou que renunciaria ao cargo de Primeira-ministra após o Parlamento fracassar novamente em passar sua versão do Brexit. O Partido Conservador começou então uma disputa interna pela sua liderança. Logo, os dois nomes mais proeminentes eram de Boris Johnson e Jeremy Hunt (o homem que havia sucedido ele como Secretário de Estado para Assuntos Externos). Johnson ganhou apoio imediato dos extremistas do partido e dos defensores mais árduos da saída do Reino Unido da União Europeia. Em 7 de junho, Johnson formalmente lançou sua campanha para ser o novo líder do Partido Conservador (o partido governista que detinha o cargo de Primeiro-ministro). Sua primeira fala como candidato seria o ponto central de seus discursos, o Brexit. Ele disse: "Após três anos e dois prazos perdidos, nós devemos deixar a União Europeia em 31 de outubro. Nós devemos fazer melhor do que o atual Acordo de Retirada que já foi rejeitado três vezes no parlamento — e deixe-me esclarecer que eu não estou mirando uma saída sem acordo. Eu não acredito que chegará a esse ponto. Mas é responsável se preparar vigorosamente e seriamente para um 'não acordo'. De fato, é espantoso que alguém possa sugerir dispensar essa ferramenta vital de negociação". Na campanha, ele alertou de uma "catastrófica consequência para os eleitores na confiança na política" se o governo continuasse adiando a saída da UE. Ele prometeu novos acordos com a comunidade europeia e que reteria os pagamentos de "divórcio" da UE (estimados em £ 39 bilhões) até que "a situação ficasse mais clara". Johnson inicialmente prometeu cortar impostos para os britânicos que ganhavam mais de £ 50 000, mas teve que desistir da proposta por pressão após um debate na BBC.
Em 19 de julho, a agência de notícias Reuters reportou que Johnson, assim como muitos de seus aliados políticos, eram financeiramente apoiados pelo magnata do petróleo russo Alexander Temerko, que havia se tornado um dos maiores contribuintes do Partido Conservador após sair da Rússia em 2004 para evitar ser processado por crimes fiscais. Temerko, que afirmava ser bem próximo de Johnson, é conhecido por ter laços políticos com serviços de inteligência e segurança da Rússia.
Em meio a controvérsias envolvendo o Brexit e acusações de má conduta como servidor público, em uma votação fechada dos membros do Partido Conservador, em 22 de julho, Boris Johnson venceu o pleito interno do seu partido, com 92 153 votos (66,4%), superando Jeremy Hunt e seus 46 656 votos (33,6%), se tornando assim líder dos Conservadores e primeiro-ministro do Reino Unido. O resultado foi formalmente anunciado em 23 de julho.

### Líder dos Conservadores e Primeiro-ministro

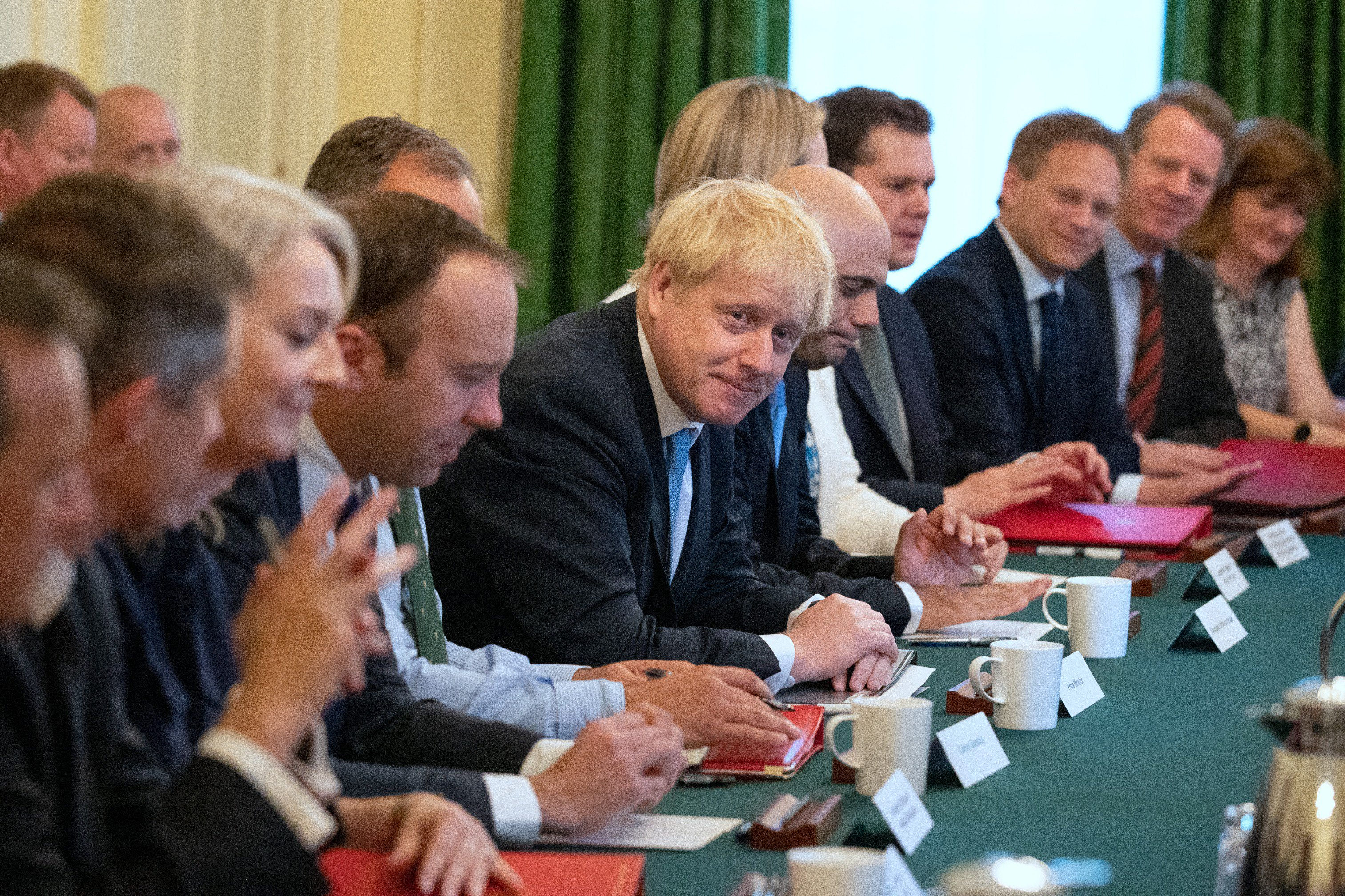
Boris Johnson em julho de 2019, durante sua primeira reunião de gabinete como Primeiro-ministro

Em 23 de julho de 2019 Boris Johnson foi anunciado formalmente como o novo líder do Partido Conservador e designado Primeiro-Ministro do Reino Unido, para suceder Theresa May. Johnson, no discurso de vitória, afirmou que iria trabalhar para unir o país, derrotar os rivais do Partido Trabalhista e energizar a população. Em seu primeiro discurso no cargo de chefe de governo, em 24 de julho, ele reiterou que uma de suas prioridades é garantir a saída do Reino Unido da União Europeia, marcada para 31 de outubro do mesmo ano, apesar da oposição de parte importante do seu próprio partido.
Em outubro de 2019 o Parlamento aprovou a convocação de eleições gerais antecipadas para dezembro de 2019. Isso era um dos requerimentos de Boris Johnson que, com a deserção de alguns parlamentares do seu partido, já não tinha mais maioria absoluta na Câmara dos Comuns. Fazendo uma campanha focadanprincipalmente em finalizar o Brexit e com exposição proposital reduzida na mídia (entrevistas e debates), Johnson conseguiu reconquistar a confiança do eleitorado tradicional conservador, ao mesmo tempo que atraiu a atenção de centristas e moderados com seu discurso centrado na questão de que ele iria, de um jeito ou de outro, resolver a situação com a União Europeia. Como resultado, o Partido Conservador conquistou maioria absoluta nas eleições, garantindo a Boris Johnson controle total sobre o governo e as futuras negociações com as autoridades da UE.

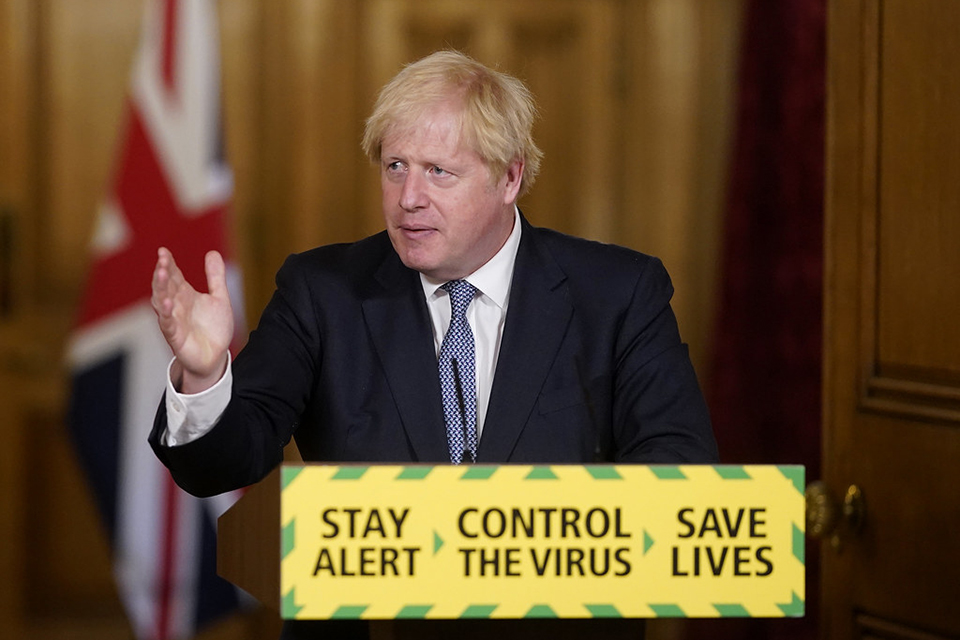
Boris Johnson numa coletiva de imprensa sobre a pandemia de COVID-19

Após aceitar o Acordo de retirada do Brexit com a União Europeia em outubro de 2019, que criou um novo protocolo para a fronteira da Irlanda do Norte com a República da Irlanda, esforços foram feitos no Parlamento para passar as provisões necessárias, mas estas falharam. Após a eleição de dezembro, agora com maioria parlamentar absoluta, Boris Johnson conseguiu passar boa parte das provisões do Brexit entre os legisladores. Em 31 de janeiro de 2020 o Reino Unido formalmente se retirou da União Europeia, entrando no chamado "período de transição" e abrindo as negociações comerciais com o bloco, levando ao Acordo de Comércio e Cooperação UE-UK.
Internamente seu governo tentou passar várias medidas e leis pelo legislativo. Entre as propostas, estavam leis que introduziriam a identificação obrigatória do eleitor nas eleições gerais, reformas o sistema nacional de imigração e implementação uma política de nivelamento para reduzir os desequilíbrios entre as áreas, principalmente no setor principalmente econômico. Muitas dessas iniciativas não foram adiante. Apesar de defender direitos da comunidade LGBT, ele não baniu a terapia de reorientação sexual para britânicos transgêneros.
Em questões ambientais, o governo de Boris Johnson prometeu cortar as emissões de CO₂, com o primeiro-ministro anunciando um plano de 10 pontos para uma "revolução industrial verde", que incluiria o fim da venda de carros e vans a gasolina ou diesel até 2030. Ele ainda defendeu a construção de usinas nucleares para aumentar para ampliar a matriz energética do país.
A pandemia de COVID-19 teve um enorme impacto no Reino Unido; o governo britânico respondeu com várias medidas de emergência com o propósito de frear o avanço do vírus e, quando esta se tornou disponível, a distribuição em massa de vacinas. Johnson foi criticado no começo da pandemia por, entre vários motivos, resistir a tomar medidas mais restritivas para conter as infecções. No final, quatro lockdowns foram implementados no Reino Unido, com graus variados de sucesso e em alguns momentos, o governo foi criticado por não implementar medidas mais duras nos piores momentos do surto. A crise do COVID ajudou a deteriorar a situação econômica no Reino Unido. O país já sofria com uma alta desiqualdade de renda e aumento do custo de vida, com a pandemia exacerbando a crise com um aumento da inflação e crescimento tímido do PIB. A resposta do governo a essas crises recebeu duras críticas.

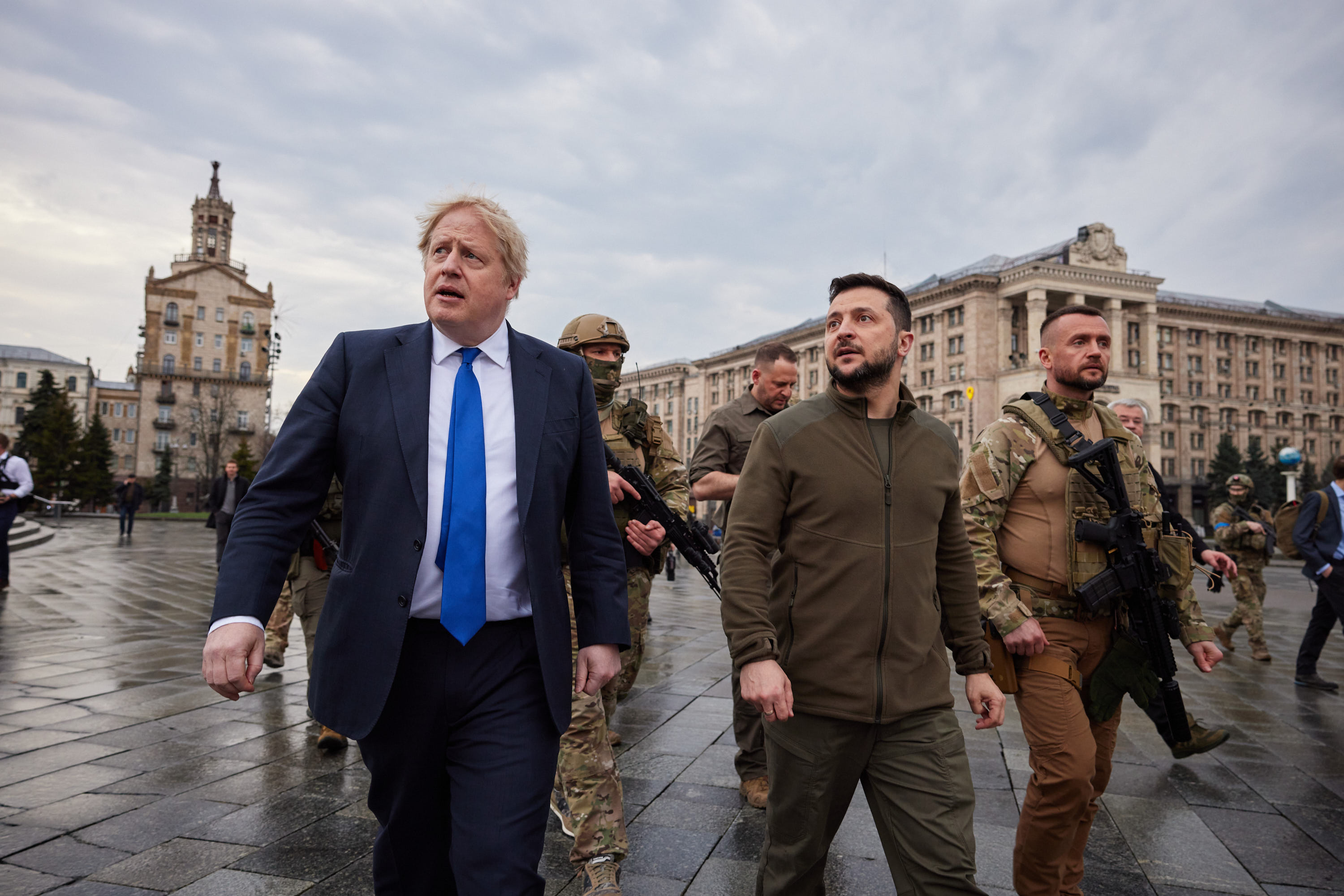
Boris Johnson e Volodymyr Zelensky andando pelas ruas de Kiev, em 9 de abril de 2022.

Na política externa, Johnson apoiou o Tratado de livre comércio entre Mercosul e União Europeia, que formaria uma das maiores áreas de livre comércio do mundo. O governo de Johnson deu importância à manutenção da "Relação Especial" com os Estados Unidos. Em 2022, seu governo apresentou um acordo de asilo com Ruanda, pelo qual as pessoas que entram ilegalmente no Reino Unido seriam enviadas para Ruanda, que gerou grande controvérsia e protestos.
Durante a Invasão da Ucrânia pela Rússia em 2022, Boris Johnson foi um dos líderes mundiais mais vocais contra Vladimir Putin, impondo sanções economicas contra os russos e entregando enormes quantidades de armas e equipamentos militares para os ucranianos. Em abril de 2022, ele chegou a visitar Kiev e se encontrou com o presidente Volodymyr Zelensky.

#### Controvérsias
Em novembro de 2021 Boris Johnson apoiou uma moção para impedir a suspensão do parlamentar Owen Paterson, acusado de corrupção. A reação por parte da imprensa e do público a esta medida foi intensa, com o governo sendo obrigado a voltar atrás e permitir que uma nova moção fosse passada para suspender Paterson, o qual renunciou à sua posição no parlamento antes disso. Em junho e julho de 2022, outra controvérsia surgiu, desta vez envolvendo o parlamentar Chris Pincher, que havia servido como ministro de Boris e ocupou outros altos cargos no governo. Pincher foi acusado de abuso sexual em pelo menos duas circunstâncias, mas Johnson afirmou não ter conhecimento dessas acusações quando o nomeou a uma posição em seu governo. Porém, informações surgiram indicando que isso era mentira, ao passo que Johnson teve que afirmar que, na verdade, havia se "esquecido" que tinha conhecimento dessas acusações. Muitos acusaram o primeiro-ministro de desonestidade e de mentir para o público e para o Parlamento, em mais um escândalo que começou a erodir sua popularidade.
Embora o governo britânico tivesse aprovado uma série de normas sobre distanciamento social e restringindo movimentações de indivíduos, membros do governo e do Partido Conservador se encontraram para realizar festas e outros encontros sociais, incluindo em 10 Downing Street e outros prédios do governo, entre 2020 e 2021. O primeiro-ministro Boris Johnson participou de várias destas festas. A notícia destes acontecimentos, que chegaram na imprensa em dezembro de 2021, atraiu a atenção da mídia e gerou controvérsias e condenações. Este incidente ficou conhecido como "caso Partygate" e derrubou a popularidade de Johnson, com muitos pedindo sua renúncia. Em decorrência do Partygate, no dia 06 de junho de 2022 o partido de Boris Johnson (Conservador) realizou uma moção de desconfiança, visando removê-lo do poder. No entanto, dos 359 parlamentares do Partido Conservador (que ocupam a maioria das 650 cadeiras da Câmara dos Comuns), 211 votaram pela permanência de Johnson no cargo, e 148 pela sua saída. Com isso, Boris Johnson permaneceu no cargo de Primeiro-Ministro e não poderia passar por outra moção nos 12 meses seguintes.

#### Renúncia como Chefe de Governo

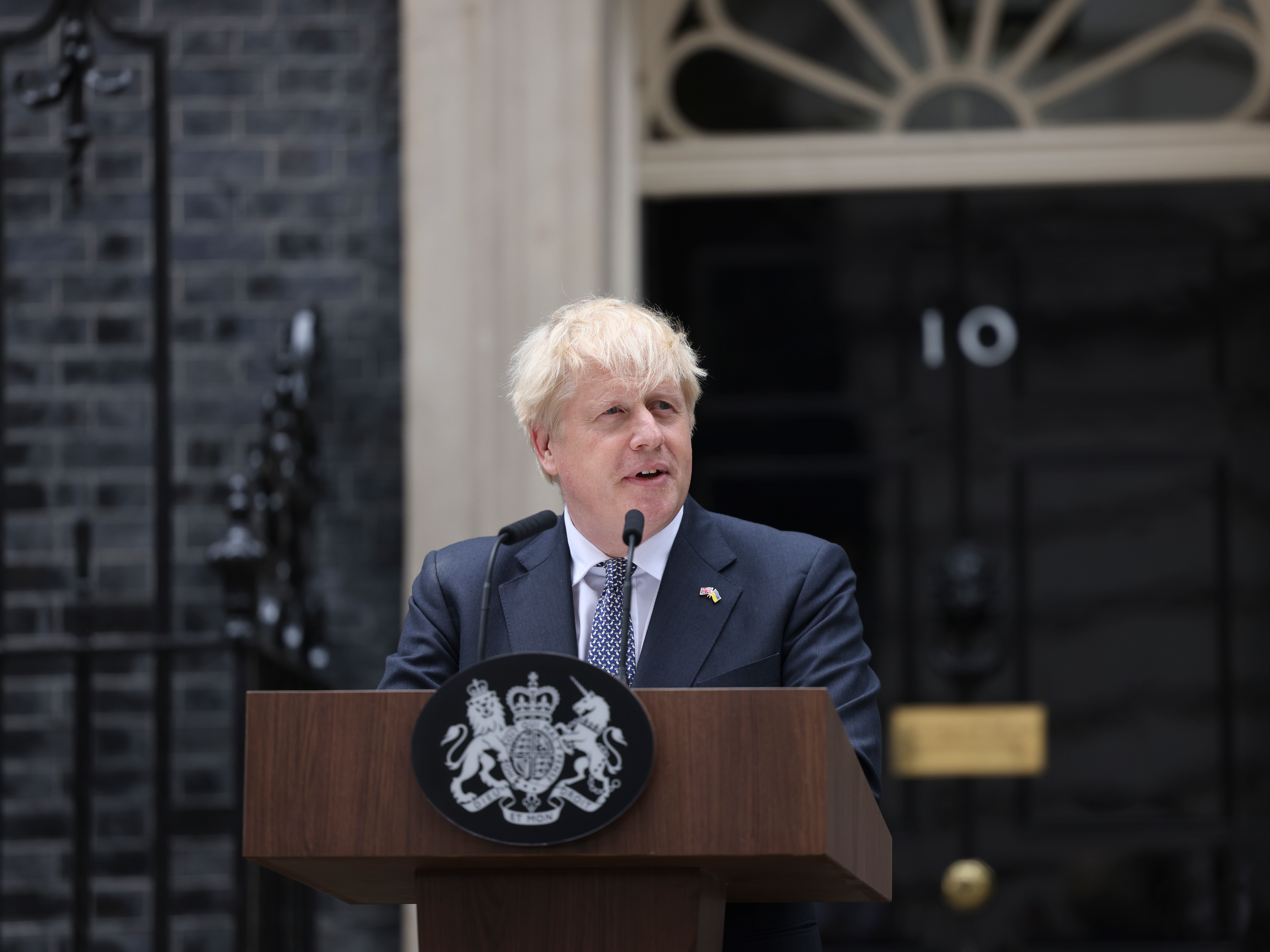
Boris Johnson, em 7 de julho de 2022, anunciando sua renúncia em meio a vários escândalos e deserções em seu gabinete.

Enfrentando uma série de escândalos, como o Partygate e a acusação de que ele ignorou o caso de abuso sexual envolvendo o parlamentar Chris Pincher, vários membros do gabinete do primeiro-ministro entregaram seus cargos. Johnson, após resistir inicialmente, formalizou sua renúncia ao cargo de primeiro-ministro e de líder do partido Conservador, em 7 de julho de 2022, afirmando que ficaria no exercício de ambos os cargos até a escolha do novo premier. Finalmente em 6 de setembro de 2022 Boris Johnson se retirou do cargo de primeiro-ministro, sendo sucedido por Liz Truss.

### Renúncia do Parlamento
Em 9 de junho de 2023, Johnson renunciou ao cargo de parlamentar representando Uxbridge e South Ruislip, desencadeando uma eleição suplementar para substituí-lo.

## Ideologia política
No campo ideológico, Johnson descreveu-se como "Tory de uma Nação". O analista político Tony Travers,  da London School of Economics, descreveu-o como "um conservador razoavelmente clássico - isto é, pelo Estado mínimo - moderadamente eurocético" que assim como seus contemporâneos Cameron e Osborne também abraçou "o liberalismo social moderno". O jornal The Guardian afirma que enquanto prefeito, Johnson havia mesclado liberalismo econômico e social, enquanto o The Economist alega que, ao fazê-lo, Johnson "transcende sua identidade conservadora" e adota uma perspectiva mais libertária.
Stuart Reid, colega de Johnson no The Spectator, descreveu as suas opiniões como sendo as de um "libertário liberal". O Business Insider observou que, como prefeito de Londres, Johnson ganhou uma reputação de "um político liberal, de centro". O biógrafo e amigo de Johnson, Andrew Gimson, disse que, embora "em assuntos econômicos e sociais, Johnson seja um liberal genuíno", ele mantém um "elemento conservador" na sua personalidade através de seu "amor pelas instituições existentes e um reconhecimento da inevitabilidade da hierarquia". Sua postura liberal em assuntos como política social, imigração e livre comércio também foi observada em 2019. Em 2019, o editor da Al Jazeera, James Brownswell, observou que, embora Johnson se tivesse "inclinado para a direita" desde a campanha do Brexit, ele permaneceu "um pouco mais socialmente liberal" do que grande parte de seu partido. Em 2019, o ex-Líder do Partido Conservador, Michael Heseltine, disse que Johnson "não tem o direito de se autodenominar um conservador de uma nação" e escreveu: "Receio que quaisquer vestígios de conservadorismo liberal que ainda existam no  primeiro-ministro tenham sido capturados há muito tempo pela visão do mundo de direita, de ataques aos estrangeiros, egocêntrica, que veio a caracterizar os seus colegas do Brexit".

## Vida pessoal
Em 1987 casou-se com Allegra Mostyn-Owen. Divorciaram-se em 1993 e doze dias depois casou-se com Marina Wheeler da qual cinco semanas mais tarde teve o primeiro filho. Tiveram quatro filhos, dois rapazes e duas moças. Teve um caso extraconjugal com Petronella Wyatt, quando este era seu diretor no The Spectator. Quando o escândalo foi tornado público, em 2004, foi demitido do seu posto de ministro-sombra das Artes. Petronella revelou ter abortado duas vezes do político. Divorciou-se de Marina em Maio de 2020.
De uma relação com a consultora de arte Helen Macintyre terá tido uma filha e há alegações de que seria a segunda criança concebida por Boris, em segredo e fora do matrimónio. Johnson tem sistematicamente recusado dizer sequer quantos filhos tem. «A vida pessoal de um indivíduo é preocupação dele», respondeu à BBC. Em 2021, revelou que tem 6 filhos.
Desde 2019 mantém uma relação com Carrie Seymonds (nascida em 17 de março de 1988) a responsável pelo fim do segundo casamento de Johnson, pois Marina Wheeler não teve alternativa quando, em setembro de 2018, a relação extraconjugal foi tornada pública pelos jornais. Contudo, este namoro não foi pacífico e os vizinhos do casal chamaram a polícia devido à gritaria entre o casal em junho de 2019. Em Março de 2020, foi anunciado que se vão casar, e estão à espera de um bebé. Boris e Symonds foram o primeiro casal a viver na residência oficial do primeiro-ministro sem serem casados. Johnson se tornou o primeiro chefe do governo britânico a casar-se durante o exercício do cargo, em 250 anos.
Em 27 de março de 2020, foi diagnosticado com COVID-19 em meio a pandemia da doença causada pelo novo coronavírus. "Agora estou me auto isolando, mas vou continuar a liderar a resposta do governo via videoconferência enquanto nós lutamos contra esse vírus", afirmou Boris. Em 5 de abril, frente a um agravamento do quadro seus sintomas, Johnson foi transferido para uma unidade de tratamento intensivo em um hospital em Londres.
Em 29 de abril de 2020, nasceu seu filho Wilfred Lawrie Nicholas.
Em 29 de maio de 2021 casou-se com a companheira, Carrie Symonds, numa cerimónia privada na Catedral de Westminster.
Em 9 de dezembro de 2021, nasceu o seu sétimo filho, segundo da sua atual mulher Carrie, uma menina chamada Romy Iris Charlotte Johnson.
Em 05 de julho de 2023 nasceu o seu 8.º filho.

## Obras escritas
- Johnson's Column (Continuum International – Academi) ISBN 0-8264-6855-1
- Friends, Voters, Countrymen (HarperCollins, 2001) ISBN 0-00-711913-5
- Lend Me Your Ears (HarperCollins, 2003) ISBN 0-00-717224-9
- Seventy-Two Virgins (HarperCollins, 2004) ISBN 0-00-719590-7
- Aspire Ever Higher / University Policy for the 21st century (Politeia, 2006)
- The Dream of Rome (HarperCollins, 2006) ISBN 0-00-722441-9
- Have I Got Views For You (HarperPerennial, 2006) ISBN 0-00-724220-4
- Life in the Fast Lane: The Johnson Guide to Cars (HarperPerennial, 2007) ISBN 0-00-726020-2
- The Perils of the Pushy Parents: A Cautionary Tale (HarperPress 2007) ISBN 0-00-726339-2
- Johnson's Life of London (HarperPress, 2011) ISBN 0-00-741893-0
- The Churchill Factor (Hodder & Stoughton, 2014) ISBN 978-1-44-478302-5